# Mijailo Jalilov
Mijailo Jalilov (Михайло Халілов) é um ciclista profissional ucraniano. Nasceu em Mykolaiv a 3 de julho de 1975. Estreia como profissional em 2000.
É militar e impôs-se numa ocasião no Campeonato do mundo militar de ciclismo em estrada, em sua edição de 2006.

## Palmarés
1995
- 2 etapas do Circuito Franco-Belga

1996
- 2º no Campeonato da Ucrânia de Ciclismo em Estrada

2000
- Tour du Faso, mais 5 etapas
- 1 etapa no GP Tell

2002
- 1 etapa do Tour de Bulgária

2003
- 2 etapas do Tour de Senegal

2005
- Campeonato da Ucrânia de Ciclismo em Estrada
- 1 etapa da Volta a Astúrias

2006
- Hel van het Mergelland

2007
- 3º no Campeonato da Ucrânia de Ciclismo em Estrada

2008
- 1 etapa do Circuito da Sarthe
- Coppa Sabatini
- GP da Villa de Rennes
- G. P. Indústria e Comércio de Prato
- Memorial Cimurri

## Equipas
- Colombia-Selle Itália (2000-2003)
- ICET (2004)
- LPR Brakes (2005-2006)
- Ceramica Flaminia (2007-2009)
- Katusha (2010)